# Jeroen Nieuwenhuize (radioprogramma)
Jeroen Nieuwenhuize is een radioprogramma op de Nederlandse zender Radio 10, gepresenteerd door Jeroen Nieuwenhuize. Tussen 2010 en 2013 was dit programma op Radio 538 te horen. Het programma wordt per 25 juni 2018 's middags uitgezonden van maandag t/m vrijdag tussen 10.00 en 13.00 uur op Radio 10. Hier nam Jeroen het tijdslot over van Dennis Ruyer die met zijn programma naar de avond (19.00-21.00) verhuisde. Voorheen presenteerde Jeroen Nieuwenhuize bij Radio 538 de Jeroen Afternoon show. Deze show werd in 2013 hernoemd naar de 538 Hitzone, en in 2014 overgenomen door Mark Labrand. Jeroen verhuisde in 2018 naar Radio 10 en is sindsdien te horen op maandag t/m vrijdag tussen 10.00 en 13.00.